# Esquías
Esquías is een gemeente (gemeentecode 0304) in het departement Comayagua in Honduras.
De gemeente wordt doorkruist door de Cordillera Comayagua. Rondom de hoofdplaats Esquías bevinden zich de ketens La Cañada en Sabana del Blanco.
De hoofdplaats heeft ongeveer 1800 inwoners. Men gelooft dat het in 1600 gesticht is, omdat de koloniale kerk uit dat jaar stamt. In de kerk bevindt zich een Zwarte Christus. De naam Esquías verwijst naar met de plaats Esquipulas in Guatemala, waar zich ook een Zwarte Christus bevindt.
Recentelijk is het gemeentebestuur bezig de koloniale bestrating van het dorp te restaureren. Een van de oudste koloniale gebouwen bevindt zich aan het centrale plein. Tegenwoordig is er een bibliotheek gehuisvest.

## Bevolking
De bevolking is als volgt verdeeld:
| Vrouwen | 10.548 | 49,6% |
| Mannen  | 10.714 | 50,4% |

## Dorpen
De gemeente bestaat uit zeven dorpen (aldea), waarvan de grootste qua inwoneraantal: El Oro Abajo (code 030402), El Playon (030403) en Rancho Grande (030406).